# Lynda Carter
Lynda Carter, född 24 juli 1951 i Phoenix, Arizona, är en amerikansk skådespelare, fotomodell och sångare. 
Hon är mest känd i rollen som Wonder Woman i TV-serien med samma namn. 
År 1972 utsågs hon till Miss World USA.

## Filmografi
- 1975–1979 – Wonder Woman (TV-serie) (huvudroll, 60 avsnitt)
- 1976 – Starsky och Hutch (TV-serie) (2 avsnitt)
- 1980 – Mupparna (TV-serie) (sig själv)
- 1983 – Rita Hayworth – kärleksgudinnan
- 1994–1995 – Hawkeye (TV-serie) (huvudroll, 22 avsnitt)
- 2002 – The Elder Scrolls III: Morrowind
- 2003 – Hope & Faith (TV-serie) (1 avsnitt)
- 2005 – Höjdarskolan: Sky High
- 2005 – I lagens namn (TV-serie) (2 avsnitt)
- 2005 – Law & Order: Special Victims Unit (TV-serie) (2 avsnitt)
- 2005 – The Dukes of Hazzard
- 2006 – The Elder Scrolls IV: Oblivion
- 2007 – Smallville (TV-serie) (1 avsnitt)
- 2011 – The Elder Scrolls V: Skyrim
- 2013 – 2 1/2 män (TV-serie) (1 avsnitt)
- 2014 – The Elder Scrolls Online
- 2015 – Fallout 4
- 2016 – Supergirl (TV-serie) (5 avsnitt)
- 2020 – Wonder Woman 1984 (cameo)